# Swatno
Swatno – nieistniejąca już osada kociewska w Polsce, położona w województwie kujawsko-pomorskim, w powiecie świeckim, w gminie Osie w kompleksie Borów Tucholskich na obszarze Wdeckiego Parku Krajobrazowego. 

## Podział administracyjny
W latach 1975–1998 miejscowość administracyjnie należała do województwa bydgoskiego.